# 扇町 (高松市)
扇町（おうぎまち）は、香川県高松市中心部の町丁。郵便番号は760-0013。全域が住居表示に関する法律に基づく住居表示実施地区で、一丁目〜三丁目が存在する。

## 地理
高松市役所より1.2km、高松市中心部の都心北西に位置し、北はJR予讃線・高徳線の鉄道敷、東は市道浜ノ町宮脇線（一部大学通り）、南は市道五番町西宝線、西は摺鉢谷川によって区切られた三角形の町である。町内は、周囲の幹線道路沿いはある程度交通が開けておりビルや駐車場が立地しているが、その他の多くは下町型の高密度・都市型の閑静な住宅街を形成している。また、香川大学にも隣接しているため、学生用の安価なアパートも多い。
2010年国勢調査による人口は2853人（男1400人/女1453人）、世帯数は1602世帯、面積は29万7592.77m2、人口密度は9586.9人/km2。公立小学校・中学校の校区は全域が新番丁小学校・紫雲中学校に属している。
町内における都市計画法に基づく用途地域は、市道五番町西宝線及び市道兵庫町西通町線沿いが容積率300%、建ぺい率80%の近隣商業地域で、市道兵庫町西通町線以北及び同市道以南のうち西部が容積率200%、建ぺい率60%の第一種住居地域、東部が容積率200%、建ぺい率60%の第二種中高層住居専用地域である。
目抜き通りである旧丸亀街道（市道兵庫町西通町線）を中心に町が形成され、町の周囲を市道五番町西宝線や市道浜ノ町宮脇線といった大通りが囲んでいる。その他の町内の道路は江戸時代からの城下町の町割がそのまま生活道路になっていることから、周囲の幹線道路や旧街道から一本入れば多くの道路が狭隘で、自動車の進入が不可能な路地もあり、加えて城下町の特徴である見通しの利かない鍵型の道路配置となっている箇所も多い。

### 旧丸亀街道の町屋群
町内を東西に通る旧丸亀街道（市道兵庫町西通町線）沿線は、高松市都心部で唯一戦災（高松空襲）を広く免れた地区であり、旧街道沿いに発達した江戸時代からの町屋が部分的あるいは一部連続的に残っている。しかし、旧丸亀街道は高松市の都市計画道路に指定されており、幅員が5mしかないため事業計画には拡幅工事が盛り込まれていた。実際に町の東端にあたる市道浜ノ町宮脇線（大学通り）から150mの区間は拡幅が完了し、以西も全区間が拡幅されれば江戸時代からの町屋建築の多くは取り壊しを余儀なくされていた。しかし、2004年6月2日に高松市が行った都市計画道路未着手路線の事業計画見直しで「計画の交通量が見込めず現状の幅員で十分」と判断され拡幅は中止となり、これにより旧街道沿いの町屋群は一応は残ることになった。ただし、これら町屋群は伝統的建造物群保存地区のような文化財の扱いを受けておらず、今後各家屋の建て替え等により取り壊される可能性は残っている。

### 河川
- 摺鉢谷川

## 歴史
現在の町名は1966年（昭和41年）に新設された瑞祥地名であり、それ以前のこの地域は木蔵町、西浜町、浜ノ町、西通町、昭和町、幸町の各一部であった
このうち江戸時代は昭和町と幸町以外は城下町の一部であり、現在の扇町一丁目が木蔵町の全域並びに浜ノ町・西通町・西浜町の各一部で扇町二丁目が昭和町と幸町の各一部に相当する。扇町三丁目は大部分が西浜町の一部であったが、扇町一丁目と扇町二丁目の境界線の延長線より南側は昭和町の一部であった。

## 主要施設
掲載順は住居表示による街区符号・住居番号順
| - 愛宕神社 - 高松市扇町公園 - 旧丸亀街道沿いの町屋群 - 恵比寿神社 - 高松扇町郵便局 - 市立扇町保育所 - 百十四銀行西支店 - 高松信用金庫西通町支店 - 真行寺 - 常福寺 | - 松田接骨院 - 瀬上皮フ科医院 - 県営住宅昭和町団地 - 香川県立視覚支援学校 - コープかがわ扇町店 | - 高松市扇町西公園 - 神明神社 - 新日本法規出版高松支社 - ジョイフル高松扇町店 |